# جوهان تومسن
جوهان تومسن (بالدنماركية: Johanne Thomsen)‏ هي مجدفة دنماركية، ولدت في 17 أغسطس 1982.

## وصلات خارجية
- جوهان تومسن على موقع الاتحاد الدولي للتجديف (الإنجليزية)
- جوهان تومسن على موقع اللجنة الأولمبية الدولية (الإنجليزية)
- جوهان تومسن على موقع أوليمبيديا (الإنجليزية)